# Schlacht an der Beresina
Wilkomir – Grodno – Mir – Ekau – Riga – Mogiljow – Ostrowno – Kobrin – Kljastizy – Gorodeczno – Smolensk – Polozk I – Walutino – Borodino – Moschaisk – Tarutino – Malojaroslawez – Polozk II – Wjasma – Dorogobusch – Tschaschniki – Ljachowo – Smoljany – Kaidanow – Krasnoi – Borissow – Beresina
Die Schlacht an der Beresina nennt man die Kämpfe beim Rückzug der Grande Armée Napoleons vor den Truppen des Zaren Alexander I. über die Beresina (heute belarussisch Bjaresina) bei Borissow vom 26. bis 28. November 1812. Diese Schlacht war die letzte im Russlandfeldzug 1812 vor dem Rückzug der französischen Armee über die Memel am 14. Dezember 1812.

## Vorgeschichte
Nach den Schlachten um Smolensk und Borodino erreichte Napoleon am 14. September Moskau. Vergeblich wartete er darauf, dass der Zar auf seine Friedensangebote einging. Am 19. Oktober zog sich Napoleons auf eine Stärke von 100.000 Soldaten geschrumpfte Hauptarmee kurz vor dem Einbruch des Winters aus Moskau zurück. Angriffe russischer Truppen auf dem Rückzug, der einsetzende Winter, Krankheiten und schlechte Versorgung schwächten die französische Armee. Nachdem sie am 13. November 1812 Smolensk verlassen hatte, galt es, die Beresina zu erreichen, bevor sich die Armeen des russischen Generals Wittgenstein und des Admirals Pawel Wassiljewitsch Tschitschagow vor dem Fluss vereinigten und den Rückzugsweg blockierten.
Die Reste der Hauptarmee Napoleons befanden sich zwischen den beiden russischen Armeen. Die Armee Wittgensteins befand sich im Norden bei Witebsk. Ihr gegenüber standen das 2. französische Korps unter Marschall Saint-Cyr und das 9. Korps unter Marschall Victor.
Tschitschagow erhielt am 29. September den Befehl, die Korps der Österreicher und Sachsen, die westlich von ihm standen, in das Herzogtum Warschau abzudrängen. Anschließend sollte seine Armee in Richtung Minsk und weiter nach Borissow marschieren. Seine Armee bestand aus 60.000 Mann, einschließlich der Soldaten, die er von General Tormassow übernahm, der sich zum Oberbefehlshaber der russischen Armee Feldmarschall Kutusow begeben sollte. Tschitschagow drängte Österreicher und Sachsen zurück, konnte sie aber nicht schlagen. Deshalb ließ er 27.000 Mann, fast die Hälfte seiner Armee, unter General Osten-Sacken zurück. Mit dem Rest machte sich Tschitschagow in der letzten Oktoberwoche auf den Weg.

## Ereignisse bis zum 20. November

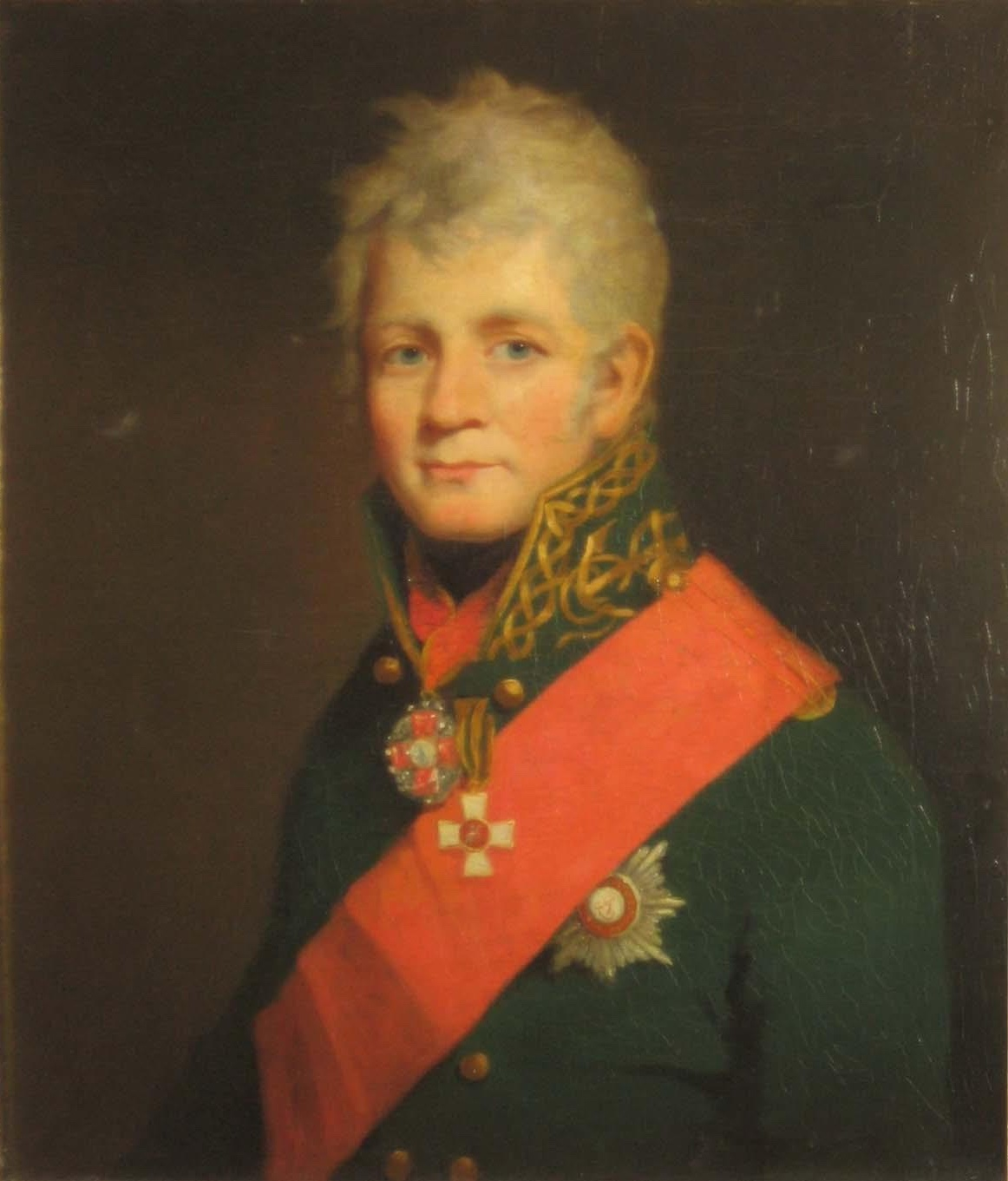
Admiral Tschitschagow, von James Saxon.

Am 1. November schrieb Tschitschagow einen Brief an Kutusow und teilte ihm mit, dass er beabsichtige, am 19. November in Minsk zu sein. Kutusow schrieb an Wittgenstein, dass Tschitschagow um den 19. November mit 45.000 Mann nur etwa 75 Kilometer von der Beresina entfernt stehen sollte. An Tschitschagow antwortete er: „Selbst wenn General Wittgenstein von Victor und Saint-Cyr gebunden wird und Ihnen nicht helfen kann, den Gegner niederzuringen, sollten Sie stark genug sein, um gemeinsam mit den Kräften von Generalleutnant Ertel und Generalmajor Lüders die fliehende gegnerische Armee zu schlagen, die so gut wie keine Artillerie oder Kavallerie mehr hat und von hinten durch mich bedrängt wird.“
Dagegen schrieb er an General Jermolow, der zu dem Zeitpunkt seine Vorhut kommandierte: „Bruder Alexej Petrowitsch, lassen Sie sich nicht hinreißen, und hüten Sie Ihre Garderegimenter. Wir haben unseren Teil getan; jetzt ist Tschitschagow an der Reihe.“ Anstatt, wie er Tschitschagow geschrieben hatte, Napoleons Truppen zu bedrängen, verordnete er seinen Truppen eine Ruhepause und blieb nach der Schlacht bei Krasnoje in Kopys, südlich von Orscha, etwa 125 Kilometer von der Beresina entfernt, stehen. Er schickte eine Vorhut, bestehend aus zwei Infanterie- und einem Kavalleriekorps unter dem Befehl von General Miloradowitsch, voraus. Wirksam an der Beresina eingreifen konnte Miloradowitsch nur, wenn es Tschitschagow gelingen sollte, Napoleon mindestens vier Tage lang aufzuhalten. Vor ihm waren Kosaken unter Platow und die so genannte fliegende Kolonne unter General Jermolow. Die fliegende Kolonne bestand aus zwei Kürassier-Regimentern, drei Linien-Infanterieregimentern, ein paar Trupps Kosaken und zwei leichten Infanterieregimentern der Garde, den Gardejägern und der Finnlandgarde. Am 19. November verließ die fliegende Kolonne Kopys.
Tschitschagows Vorhut besetzte Minsk bereits am 16. Oktober. In der Stadt befanden sich große Vorratslager der Franzosen. Die Vorräte reichten aus, um die Armee Tschitschagows einen Monat zu versorgen. Napoleons ursprünglicher Rückzugsplan, über Minsk zu marschieren, geriet damit in Gefahr. Wegen der strategisch wichtigen Brücke in Borissow musste die Stadt unbedingt gehalten werden.
Tschitschagow befahl General Ertel, dem die Garnison von Mosyr unterstand, am 29. Oktober, mit seinen 15.000 Mann nach Minsk zu ziehen. Das stand im Widerspruch zu einem Befehl von Kutusow, den dieser am 28. Oktober abschickte. Danach sollte Ertel die Provianttransporte von Mosyr nach Bobruisk decken. Am 6. November bat Ertel Tschitschagow um Befehle, wie er sich verhalten sollte. Am 15. November erhielt Ertel von Tschitschagow den Befehl, unverzüglich nach Igumen aufzubrechen. Am selben Tag erhielt Ertel einen Brief von Kutusow mit dem Befehl, nach Bobruisk zu marschieren, allerdings nur, wenn er von Tschitschagow keine anders lautenden Befehle erhalten haben sollte. Ertel fand die verschiedensten Vorwände, um dem Befehl Tschitschagows nicht nachzukommen. Nach Lieven waren es mal zerstörte Brücken, dann eine drohende Revolte, wenn er die Stadt verließ, und zum Schluss sogar die Rinderpest. Zwar wurde General Ertel das Kommando entzogen und an General Tutschkow übertragen, doch durch die Verzögerungen, die General Ertel verursacht hatte, traf Tutschkow nicht früh genug an der Beresina ein. Tschitschagow schrieb an General Osten-Sacken und forderte das Korps von General Essen an, das aber ebenfalls nicht rechtzeitig eintraf. Tschitschagow hatte also nicht, wie von Kutusow geplant, 45.000 Mann zur Verfügung, sondern lediglich etwas mehr als 30.000 Mann. Zwar stießen die Generale Tschaplitz und Lüders mit ihren Truppen zu ihm, aber das gerade erst eroberte Minsk musste gesichert werden. Zudem hatte man in Minsk fast 5.000 Gefangene gemacht, die bewacht werden mussten. Eine erhebliche Anzahl Soldaten blieb in Minsk zurück.
Ertel wurde später vor ein Kriegsgericht gestellt. Das Gericht stellte fest, dass Ertel mehr aus übertriebener Vorsicht als aus Dienstvernachlässigung gehandelt habe. Kutusow übertrug ihm das Amt eines General-Polizeimeisters aller Operationsarmeen.
Am 13. November griff die Division Partouneaux mit Unterstützung der Kavallerie des Korps Victor Wittgensteins Vorhut unter General Alexejew in der Schlacht bei Smoljany an. Nach zwei Stunden zog sich Alexejew zwar zurück, aber nachdem drei Infanterieregimenter zu seiner Unterstützung eingetroffen waren, gelang es ihm, die Franzosen bis zum Einbruch der Dunkelheit aufzuhalten. In der Nacht erhielt Alexejew weitere Verstärkungen unter General Jaschwyl, der auch das Kommando übernahm. Am nächsten Tag wurde der Kampf mit einem Angriff der französischen Division Girard auf die vordere Linie der russischen Truppen, die sich zurückzogen, wieder aufgenommen. Das Dorf Smoljany wurde von den Franzosen gestürmt. Im Verlauf der Schlacht kam es zu schweren Gefechten um das Dorf, letztendlich blieb es in russischer Hand. Am Abend zogen sich die Truppen Victors bis außerhalb der Reichweite der russischen Artillerie zurück. Am nächsten Tag zog sich Victor auf Tschereia zurück, Wittgenstein auf Tschaschniki.

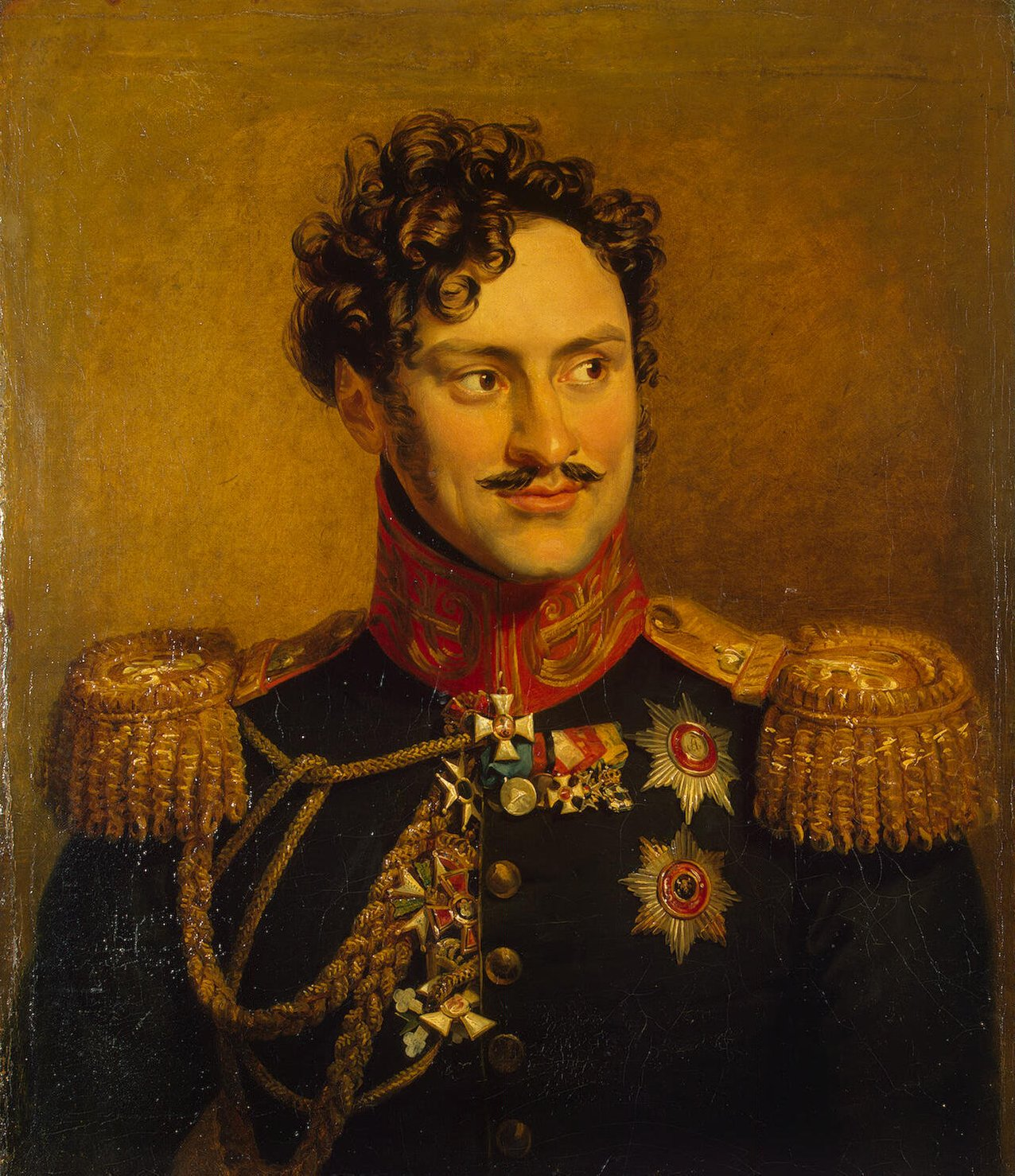
Alexander Iwanowitsch Tschernyschow, Gemälde von George Dawe.

Tschitschagow wusste nicht, wo sich Wittgenstein befand, ebenso wenig kannte Wittgenstein Tschitschagows aktuelle Position. Tschitschagow schickte Oberst Tschernyschow mit einigen Kosaken auf den Weg, um eine Verbindung herzustellen. Unterwegs gelang es Tschernyschow und seinen Kosaken, den in Gefangenschaft geratenen russischen General Wintzingerode zu befreien. Durch Tschernyschow erfuhr Wittgenstein, wo sich Tschitschagow befand und wie dessen Planung aussah.
Die Überreste der Minsker Garnison unter General Bronikowski trafen am 18. November in Borissow ein. Bronikowski ließ zwei Bataillone in Borissow und dirigierte den Rest seiner schwachen Truppen nach Weselowo.
Napoleons Hauptarmee hatte sich auf etwa 20.000 kampffähige Soldaten verringert. Hinzu kamen eine große Zahl unbewaffneter Nachzügler und ein Tross mit Zivilisten und Verwundeten. Am 19. November erreichte Napoleon Orscha. Aus dem Depot erhielt die französische Armee 36 neue Kanonen. Napoleon gab den Befehl, alle überflüssigen Wagen zu verbrennen, um Zugpferde für seine Artillerie zu bekommen. Diesem Befehl fielen auch die Ponton-Brücken zum Opfer, die man später so dringend gebraucht hätte. 60 Fuhrwerke mit Pontons und Zubehör wurden verbrannt, wodurch 300 Zugpferde für die Artillerie frei wurden. Noch am selben Tag marschierte die Hauptarmee weiter. Marschall Davout blieb mit der Nachhut zurück, um Marschall Ney und die Reste seiner Truppen aufzunehmen, die sich noch auf dem Weg nach Orscha befanden. Der Hauptarmee schlossen sich die Truppen der Depots in Mohilew, Orscha und Gorki an sowie später die Korps von Victor und das 2. Korps, das nun wieder unter dem Kommando von Marschall Oudinot stand. Oudinot, der eigentliche Kommandeur des 2. Korps, war in Polozk verwundet worden. Nachdem seine Wunde ausgeheilt war, löste er Saint-Cyr ab.
Als Jermolow Orscha erreichte, wurde er mehr als einen Tag aufgehalten, da die zwei Brücken über den Dnjepr auf Napoleons Befehl niedergebrannt worden waren. Kutusow befahl Jermolow, bei Tolotschin auf Miloradowitsch zu warten. Jermolow ignorierte den Befehl.
Die Division Dombrowski beobachtete ursprünglich die russische Festung Bobruisk. Zur Sicherung von Borissow wurde sie verlegt und stand zwischen Minsk und der Beresina. Nach der Einnahme von Minsk durch Tschitschagow zog sich Dombrowski auf Borissow zurück, wo er am 20. November ankam. Seine Division bestand aus 5.500 Mann mit 20 Kanonen. In Borissow standen ein Bataillon des 93e régiment d’infanterie und das 7. württembergische Regiment unter dem französischen Oberst Lalance. Insgesamt standen Dombrowski jetzt etwa 6.500 Mann zur Verfügung. Davon waren ein Infanterieregiment und zwei Schwadronen Kavallerie unter General Pakosch allerdings noch auf dem Weg nach Borissow. Am Abend des 20. November waren sie noch einen halben Tagesmarsch entfernt. Tschitschagow befand sich mit seiner Armee auf dem Weg von Minsk nach Borissow.

## 21. November
Am frühen Morgen griff die russische Vorhut unter General Charles de Lambert Borissow an. Die Vorhut bestand aus 8.000 Mann, meist Kavallerie. Diesem Angriff war eine gewaltige Marschleistung vorangegangen. Nach Lieven vollbrachten die Jägerregimenter die wahrscheinlich größte Leistung der leichten russischen Infanterie im Jahr 1812. In den 24 Stunden, bevor sie Borissow erreichten, legten sie eine Strecke von 55 Kilometern zurück. Die vier Jägerregimenter wurden von Fürst Wassili Wjasemski kommandiert.
Die Vorposten Dombrowskis, die auf dem Westufer der Beresina standen, wurden umzingelt und gerieten in Gefangenschaft. Das 38. russische Jägerregiment stürmte die Verschanzungen vor der linken Seite der Brücke und wurde durch das 1. polnische Linienregiment unter Oberst Malachowski zurückgeworfen. Das 7. russische Jägerregiment unter Generalmajor Engelhardt drängte die Polen zurück und besetzte die Verschanzungen, dabei fiel Engelhardt. Jetzt griffen das 13. und das 38. russische Jägerregiment an, mussten aber zurückweichen. General Lambert wurde verwundet. Berittene russische Artillerie unter Oberst Magdenko fuhr auf dem Westufer der Beresina auf und eröffnete das Feuer mit Kartätschen. Die russischen Jägerregimenter eroberten die Brücke, gefolgt von russischer Kavallerie, und drangen in die Stadt ein. Erst am Nachmittag waren die Kämpfe beendet.
Beim Sturm auf die Stadt fiel fast die Hälfte der 3200 russischen Jäger oder wurde verwundet. General Wjasemski wurde tödlich verwundet. Nach verlustreichen Kämpfen musste sich Dombrowski am Tag darauf mit nur noch 1500 Mann zurückziehen.
Die polnischen Soldaten bei Weselowo konnten sich über die Beresina retten.
Nach russischer Darstellung betrugen die Verluste des Gegners 1500 bis 2000 Mann an Toten und 2000 bis 2500 Mann an Gefangenen. Tschitschagow gab in seinen Memoiren die Verluste des Gegners dagegen mit 700 Toten und 2.300 Gefangenen an. Auf polnischer Seite wurde General Dziewanowski, Kommandeur der Kavallerie Dombrowskis, verwundet und gefangen genommen.
Nach Oberstleutnant Malinowski ergab eine Zählung der Armee Tschitschagows am 21. November eine Stärke von 59 Bataillonen Infanterie, 88 Schwadronen Kavallerie und 13 Kosakenregimentern mit 180 Geschützen. Jedes Bataillon hatte höchstens noch 350 Mann, jede Schwadron höchstens 100 und die Artillerie insgesamt 1.000 Mann. Bogdanowitsch berechnet daraus eine Gesamtstärke von 32.800 Mann. Ob die Zahlen von Malinowski sich auf den Zeitpunkt vor oder nach der Schlacht von Borissow beziehen, wird nicht angegeben. Tschitschagow schrieb in seinen Memoiren, dass er zur Verteidigung der Beresina nur 20.000 Mann hatte, darunter nicht mehr als 11.000 Mann Infanterie. Bogdanowitsch bezeichnet diese Angaben als zweifelhaft.
Platow besetzte am 21. November mit seinen Kosaken Orscha. Der französische General Corbineau, der, aus Norden kommend, am westlichen Ufer der Beresina marschierte, wurde durch einen Bauern auf eine Furt bei Studjanka (heute Studenka) aufmerksam gemacht. Seine Kavalleriebrigade, bestehend aus Polen und Franzosen, passierte die Furt. Napoleons Hauptquartier befand sich in der Nähe des Dorfes Kameniza, fünf Meilen westlich von Orscha und etwa 14 Meilen von Borissow entfernt. Jermolow näherte sich Orscha. Oudinot erreichte Bobr. Miloradowitsch war auf seinem Weg nach Kopys in dem Dorf Gorjani angekommen.
Wittgenstein stand noch immer bei Tschaschniki und Victor bei Tschereia. Die Hauptarmee Kutusows befand sich im Raum Lanniki und umfasste das 3., 4., 5. und 6 Infanteriekorps sowie das 4. Kavalleriekorps. Ein Teil des 8. Infanteriekorps marschierte auf Romanowo und Graf Oscharowkij auf Gorki. Napoleons Armee war von allen Seiten durch das russische Heer eingeschlossen.

## 22. November
Tschitschagow erreichte mit seiner Hauptarmee Borissow am 22. November und errichtete dort sein Hauptquartier. Da General Lambert verwundet worden war, übertrug er General Paul von der Pahlen die Verfolgung der Reste von Dombrowskis Truppen.
Tschitschagow richtete eine bemerkenswerte Proklamation an seine Truppen:
„Napoleons Armee ist auf der Flucht. Der Mann, der alles Übel über Europa gebracht hat, befindet sich in ihren Reihen. Wir schneiden ihm den Rückzugsweg ab. Es kann durchaus sein, dass es dem Allmächtigen gefällt, seine Bestrafung der Menschheit zu beenden und ihn uns in die Hände zu liefern. Daher will ich, dass jeder seine Beschreibung kennt: Er ist von geringer Größe, untersetzt, bleich, mit kurzem, dickem Hals, einem großen Kopf und schwarzem Haar. Um alle Eventualitäten auszuschließen, nehmt alle Personen von geringem Wuchs gefangen und bringt sie mir. Über Belohnungen für diesen besonderen Gefangenen spreche ich hier nicht. Die allseits bekannte Großzügigkeit unseres Monarchen ist dafür Garantie.“
In den nächsten Tagen wurden viele „Napoleons“ gefangen.
Tschitschagow musste mit seinen Truppen eigentlich nur die Beresina zwischen Weselowo und Ukoloda decken, was eine Strecke von etwas mehr als 20 Kilometer bedeutete. Am 22. November machte sich Gardeleutnant Orlow mit einem Befehl Kutusows auf den Weg. Kutusow befahl Tschitschagow den Weg nach Igumen beobachten zu lassen, das etwa 45 Kilometer südlich von Borissow liegt. Östlich von Igumen befand sich eine Brücke über die Beresina, die 50 Kilometer von Borissow entfernt war. Wittgenstein teilte Tschitschagow mit, dass er der Meinung sei, Napoleons Armee würde sich in Richtung Bobruisk bewegen, also ebenfalls weit südlich von Borissow, etwa 150 Kilometer. Aus Minsk meldete der russische Oberst Knorring, dass man bei Smorgoni, Nowo Swerschen und Swislotsch österreichische Vortruppen gesichtet habe. Tschitschagow befürchtete, dass Napoleon ihn südlich umgehen würde, um sich mit dem österreichischen Hilfskorps zu vereinigen. Er hatte keine Informationen, wo sich Napoleons Truppen wirklich befanden. Gefangene hatten ausgesagt, dass sich Napoleon mit 100.000 Mann nähern würde. Aussagekräftig war das nicht, da diese Gefangenen vorher westlich der Beresina stationiert waren und über die tatsächliche Situation der Hauptarmee Napoleons noch weniger wussten als Tschitschagow selbst.
Corbineau erreichte das Korps von Oudinot und informierte den Marschall über die Furt bei Studjanka. Zum Zeitpunkt, als er dort die Beresina passierte, hatte der Fluss nur eine Tiefe von dreieinhalb Fuß. Am östlichen Ufer befand sich Morast, der bei dem herrschenden Tauwetter für Fahrzeuge nicht passierbar war. Victor hatte in der Nacht zum 22. November Tschereia verlassen. Napoleon erfuhr an diesem Tag in Tolotschin, dass Borissow durch Tschitschagow erobert worden war.

## 23. November

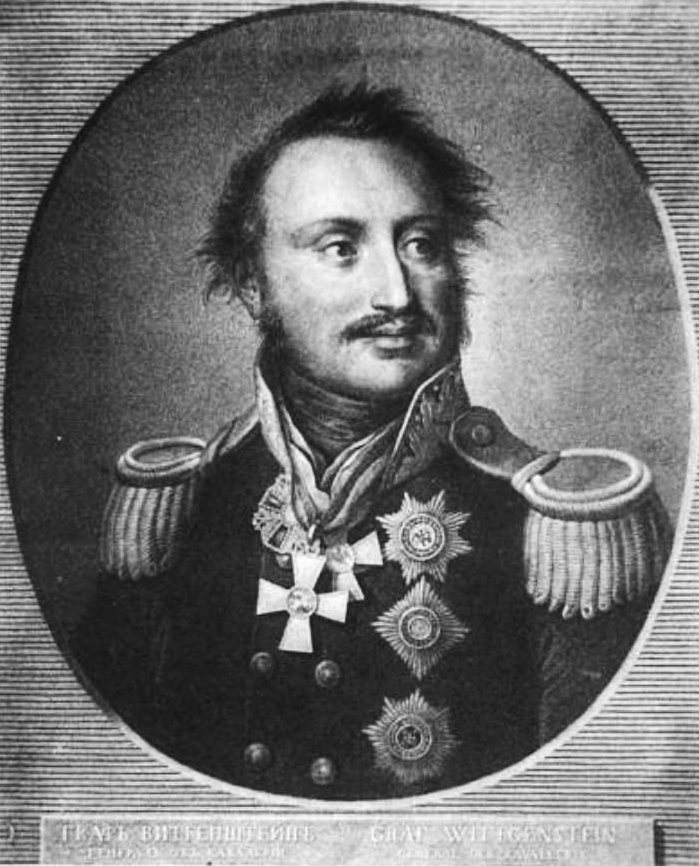
General Graf Peter von Wittgenstein

Die Vorhut unter General Paul von der Pahlen verließ um sechs Uhr früh Borissow. Vier Stunden später sollten die Hauptstreitkräfte folgen. Unterwegs gelang es, ein paar Gefangene zu machen. Von denen erfuhr man, dass die ganze französische Armee nur noch einen Tagesmarsch entfernt war. Pahlen informierte Tschitschagow und bat um Verstärkung, da er nur wenig Infanterie mitführte und das Gelände für einen Einsatz der Kavallerie ungünstig war. Insgesamt verfügte Pahlen über etwa 2.800 Mann. Zu seiner Infanterie gehörte unter anderem das 7. Jägerregiment, das bereits bei der Einnahme von Borissow schwere Verluste erlitten hatte.
Die Vorhut Oudinots, geführt von General Castex, bestand aus 2.500 Mann Infanterie, 1.100 Mann Kavallerie und führte 12 Kanonen mit. In der Nähe des Dorfes Loschnitza kam es zum Kampf. Castex griff wiederholt an und drängte die russischen Truppen zurück. Seine Kavallerie schnitt die russischen Jägerregimenter 7, 14 und 38 ab. Gegen 14 Uhr erschien Castex vor Borissow. Die russischen Truppen flohen über die Brücke. Obwohl Tschitschagow über weit mehr Truppen verfügte als Castex, gab er den Befehl zum Rückzug. Mit einer starken Nachhut hätte er Castex ohne weiteres aufhalten können, wie Bogdanowitsch kritisierte. Castex machte 800 Gefangene, 500 Fuhrwerke fielen den Franzosen in die Hände. Von den Soldaten der drei abgeschnittenen Jägerregimenter konnte sich der größte Teil über eine Furt in der Nähe von Brili retten.
Zur Einnahme von Borissow schrieb der französische Oberst Marbot:
„Als wir den Mittelpunkt der Stadt erreichten, war schon viel kostbare Zeit für uns verloren gegangen und das Suchen nach dem Ausgang der Brücke nahm noch mehr davon weg. Kein Mensch war zu finden, der uns weisen konnte, nur ein alter Jude wurde mir zugeführt; aus diesem verstockten Schlingel war aber nichts herauszubringen, weil er uns entweder wirklich nicht verstand oder uns nicht verstehen wollte; … So vermochten wir unseren Auftrag, möglichst mit dem Feind gleichzeitig über die Brücke zu gehen nicht ausführen. Als wir endlich dieselbe zu Gesicht bekamen, war der Feind schon am anderen Ufer.“
Die Brücke war somit unpassierbar.
Nach dem Operationsjournal der Armee Tschitschagows betrugen die russischen Verluste an diesem Tag 1.000 Mann. Von französischer Seite wurden sie mit 2.000 Mann angegeben. Tschitschagow selbst schrieb in seinen Memoiren, dass die Zahl der Toten und Verwundeten 4.000 Mann betrug.
Bei Tscholopenitschi griff das kombinierte russische Husaren-Regiment unter Oberst Gerngroß, unterstützt von den Kosaken-Regimentern Loschtschilin und Panteljejew, die bergische leichte Kavallerie an und sprengte ein Karree des 126. französischen Linieninfanterie-Regiments (Holländer). General Jermolow, der in Orscha, wegen der zerstörten Brücken, 36 Stunden aufgehalten worden war, befand sich in Pogost, auf dem Weg nach Kochanow. Platow und seine Kosaken wurden auf ihrem Weg nach Tolotschin in erste Gefechte mit der Nachhut der französischen Armee verwickelt. Miloradowitsch hatte Orscha noch nicht passiert und Napoleon befand sich in Bobr.

## 24. November
Die Armee Tschitschagows blieb bei Borissow stehen. General Tschaplitz erhielt Befehl, das Dorf Zembin, nördlich von Borissow, zu besetzen. Tschitschagow informierte Wittgenstein über die Einnahme Borissows, die Niederlage Pahlens und den Verlust der Stadt. Er forderte Wittgenstein auf, sich mit ihm in Borissow zu vereinigen.
Oudinot gab den Befehl, nach möglichen Übergangsstellen über die Beresina zu suchen. Südlich von Borissow kam dafür Ukoloda in Frage, nördlich Stachow, Weselowo und Studjanka. Stachow war nur etwa fünf Kilometer von Borissow entfernt und kam wegen der Nähe zu Tschitschagows Truppen nicht in Frage. Bei Weselowo war der Fluss tiefer als bei Studjanka. Oudinot entschied sich für Studjanka und befahl General Aubry, Kommandant der Artillerie, nach Studjanka zu marschieren und dort mit den Vorbereitungen zu beginnen. Am Abend meldete er, dass der Fluss aufgrund des Tauwetters nun eine Tiefe von fünf Fuß hatte. An diesem Tag sanken die Temperaturen weit unter den Gefrierpunkt.
Weiter meldete Aubry, dass 8.000 Mann, aus Richtung Lepel kommend, unterwegs wären, um Tschitschagow zu verstärken. Oudinot informierte Napoleon, dass die Truppen des russischen Generals Steinheil im Anmarsch wären, und bat um Verstärkung. Steinheil hatte bisher Wittgenstein unterstützt. Napoleon war am Abend in Loschnitza eingetroffen und erhielt die Meldung gegen Mitternacht.
Bei Baturi schlug die Vorhut Wittgensteins unter General Harpe die Nachhut Victors unter General Daendels.

## 25. November
Um fünf Uhr morgens trafen die Generale Chasseloup und Eblé in Borissow ein. Sie ließen eine Abteilung Pontoniere zurück, um einen Übergang vorzutäuschen. Auch bei Ukoloda täuschte man Brückenarbeiten vor. Tschitschagow ließ sich dadurch täuschen und marschierte mit seiner Hauptmacht nach Süden. Wittgenstein beschränkte sich auf die Verfolgung des Korps Victor, anstatt wie Steinheil auch die Beresina zu passieren. Tschitschagow ließ in Borissow General Langeron mit einer Infanterie-Division und der dazugehörigen Artillerie sowie zwei Dragoner-Regimenter zurück. General Tschaplitz stand nördlich von Borissow bei Brili. Sein Dragoner-Regiment Kinburn unter General Umanz stand bei Zembin, General Kornilow mit dem 28. Jägerregiment, zwei Kosakenregimentern und vier Kanonen bei Weselowo. Tschaplitz hatte den Befehl, wenn er nichts vom Feind sehe, nach Schabaschewitschi zu marschieren und nur Beobachtungsposten zurückzulassen.

Napoleons Rückzug aus Moskau, Gemälde von Adolph Northen

Oudinot zog mit dem 2. Korps als Vorhut nach Studjanka. Napoleon traf am Nachmittag in Borissow ein. Er hatte Befehl gegeben, dass um 10 Uhr abends in Studjanka mit dem Bau von drei Brücken begonnen werden sollte. Da das vorhandene Material nicht reichte, musste man sich auf zwei beschränken. In und um Borissow stand die Garde, die Reste des Korps Junot und das Korps von Ney, das aus den Resten seines früheren Korps, den Resten der Division Dombrowski, des Korps Poniatowski und der Garnison von Mohilew formiert worden war. Nördlich davon sicherte das Korps Victor gegen das von Wittgenstein.
Als Tschaplitz am Abend Truppenbewegungen am Ostufer bemerkte, erhielt das Kosakenregiment Melnikow den Auftrag, in der Nacht die Beresina zu überqueren, um Gefangene zu machen. Melnikow kehrte mit einigen Gefangenen und dem Gemeindevorsteher eines der in der Nähe liegenden Dörfer zurück. Nach Aussage der Gefangenen stand die ganze französische Armee im Raum Borissow. Der Gemeindevorsteher wusste, dass die Armee Material für Brücken sammelte, die wahrscheinlich bei Brili oder bei Weselowo errichtet werden sollten.
In der Nacht zum 26. November erreichte Tschitschagow Schabaschewitschi, etwas mehr als 10 Kilometer südlich von Borissow und 25 Kilometer von Studjanka entfernt. Die Vorhut Tschitschagows unter Graf Orurk stand gegenüber von Ukoloda. Als Wittgenstein Tschitschagow informierte, dass er sich der Beresina nähere, erhielt Tschaplitz den Befehl, mit Wittgenstein Verbindung aufzunehmen und zu diesem Zweck nach Zembin zu marschieren. Wittgenstein befand sich bei Baran, Miloradowitsch hatte Tolotschin erreicht und Kutusow befand sich im Raum Kopys, Jermolow im Dorf Maljäwka, Platow bedrängte die französische Nachhut und kam bis Natscha. Tschaplitz zog sich in der Nacht auf Stachow zurück.

## Die Schlacht

### 26. November

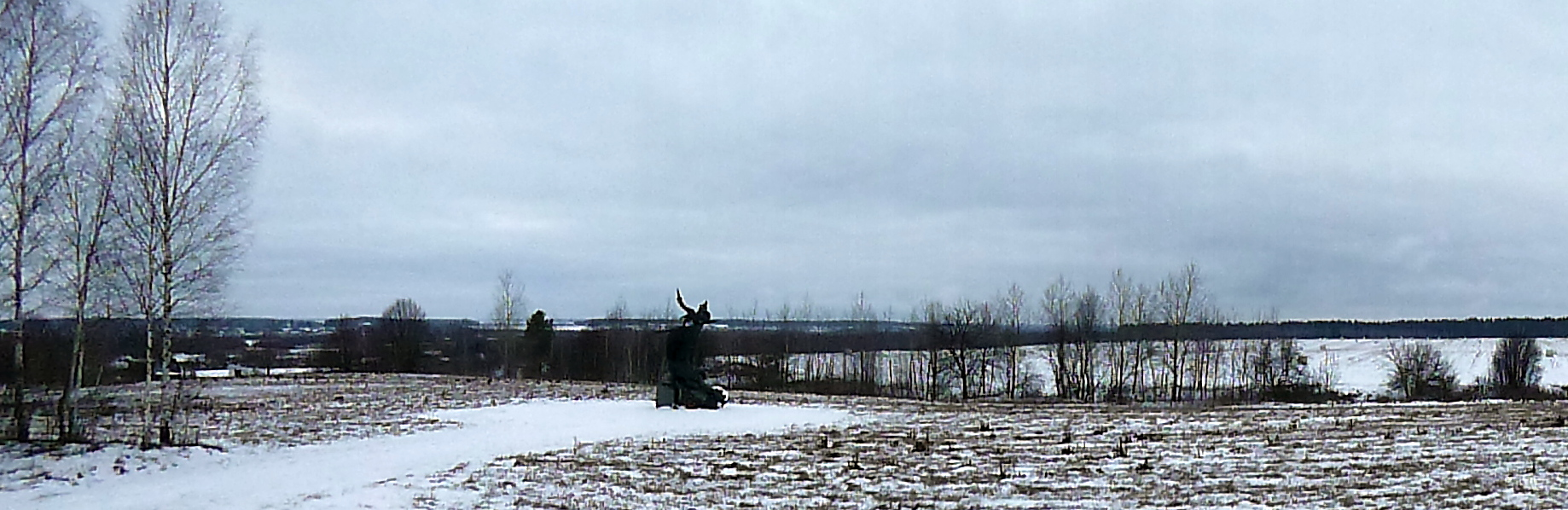
Blick vom Hügel auf die Beresina in nordwestliche Richtung

Der Wasserstand der Beresina war inzwischen aufgrund des Tauwetters der vorigen Tage gestiegen, die Furt bei Studjanka kaum noch passierbar. An beiden Ufern waren breite Sumpfstreifen, die die Fuhrwerke behinderten. Durch den erneuten Frost waren die Sumpfstreifen gefroren, die Beresina jedoch noch nicht. Um acht Uhr früh gab Napoleon Corbineau den Befehl, mit einer Schwadron seiner Brigade durch den Fluss zu schwimmen. Mit Hilfe von Flößen, die jeweils 10 Mann tragen konnten, setzten 400 Jäger der Division Dombrowski über den Fluss. Gleichzeitig wurde die gesamte Artillerie Oudinots und der Garde mit mindestens 40 Kanonen (in anderen Quellen bis zu 56 Kanonen) auf den Höhen bei Studjanka in Stellung gebracht. Die Russen auf dem jenseitigen Flussufer verfügten nur über eine Batterie reitender Artillerie. Das Ostufer der Beresina war deutlich höher als das Westufer, weshalb die französische Artillerie einen guten Überblick hatte und das Terrain beherrschte. Die russische Batterie, die zudem noch eine geringere Reichweite hatte als ein Teil der französischen Kanonen, zog sich zurück. Den Angriff bei Studjanka hielt Tschitschagow für ein Ablenkungsmanöver.
General Eblé, dem Kommandeur des Brückentrains, standen zwei Feldschmieden, zwei Wagen mit Kohlen und sechs Wagen mit Instrumenten und Eisenzeug zur Verfügung. In Borissow blieb die Division Partouneaux und die Kavalleriebrigade Delaitre, zusammen etwa 5.000 Mann, als Nachhut des 9. Korps zurück. Der Rest der Truppen Victors marschierte nach Studjanka. Dort, 3 Meilen nördlich von Borissow, ließ Napoléon durch General Eblé und General Chasseloup zwei Brücken schlagen, wozu das Material eingerissener Häuser diente.

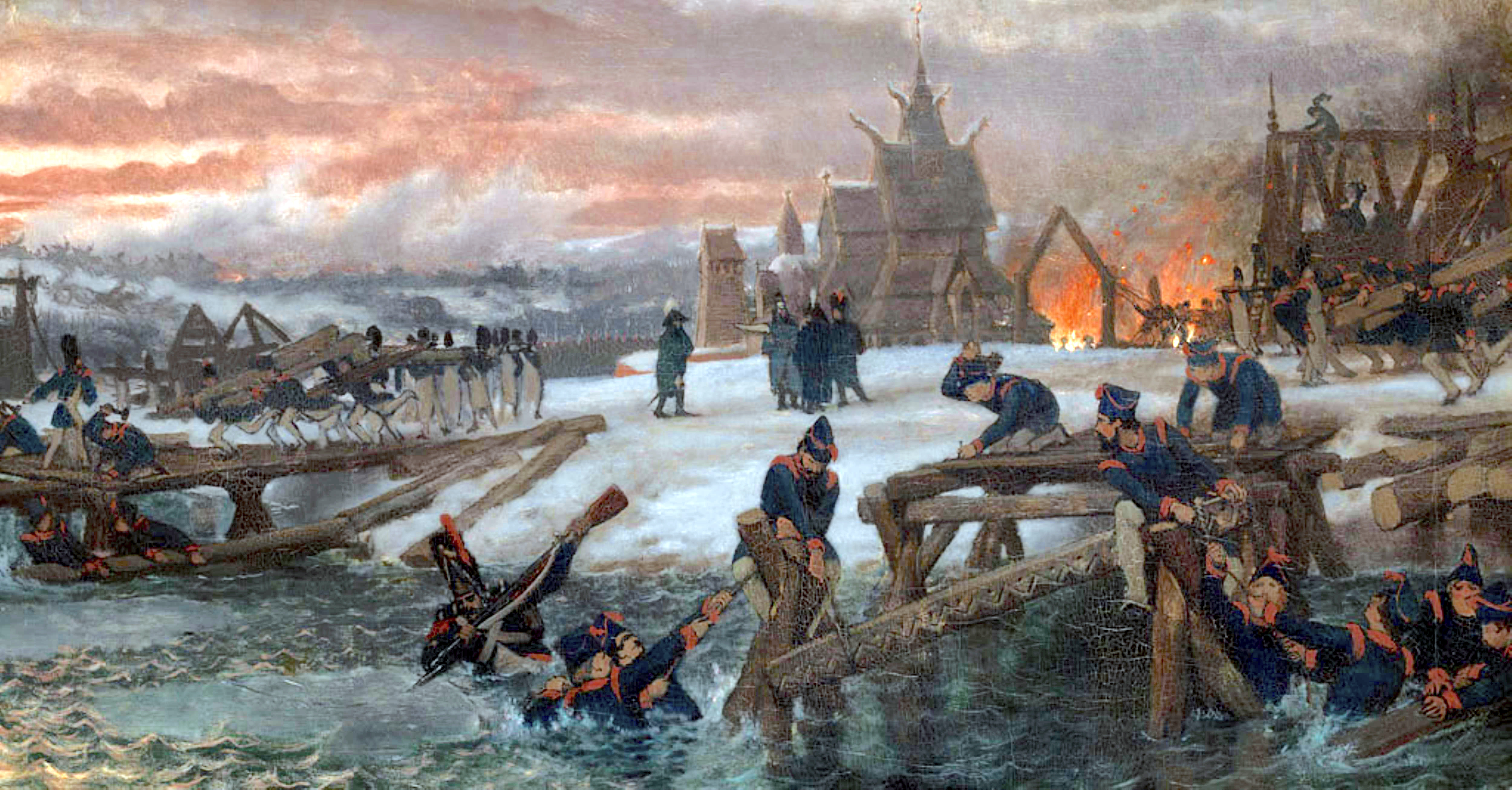
Brückenbau an der Beresina, von Lawrence Alma-Tadema.

Unter schwierigsten Bedingungen leisteten holländische Pontoniere und französische Sappeure Übermenschliches. Die Brücke für die Infanterie wurde unter dem Kommando des holländischen Hauptmanns George Diederich Benthien errichtet. Die zweite Brücke, für Artillerie und Fuhrwerke, errichteten die holländischen Pontoniere von Hauptmann Busch. Die Pontoniere standen bis zur Brust im eiskalten Wasser. Wer im schlammigen Grund der Beresina ausrutschte, wurde fortgerissen und ertrank. Die Pontoniere standen jeweils nur 15 Minuten im Wasser und wurden dann abgelöst. Trotzdem starb der weitaus größte Teil an Unterkühlung oder durch Ertrinken. Der Militärhistoriker und Augenzeuge Carl von Clausewitz dokumentierte seine Eindrücke des 26. November: „Man sah Berge toter Leiber von Männern, Frauen und sogar Kindern, von Soldaten aller Nationen, erfroren, zerquetscht oder von russischen Kartätschen zerfetzt.“ Unter der Eisdecke „über die ganze Breite der Wasserfläche“ waren die Massen ihrer Leichen sichtbar. Von den 400 holländischen Pontonieren kehrten nur Hauptmann Benthien, Sergeant-Major Schroeder und sechs Mann nach Holland zurück.
Um 13 Uhr war eine Brücke für Kavallerie und Infanterie hergestellt und das 2. Armeekorps von Oudinot überquerte den Fluss. Oudinot wandte sich mit seinem Korps südwärts, um den Übergang der Armee zu sichern. Tschaplitz rückte nun wieder nach Brili vor, griff aber Oudinot nicht an, sondern blieb außerhalb der Reichweite der französischen Artillerie. Am Nachmittag griff Oudinot Tschaplitz an und drängte ihn zurück.
Eine zweite Brücke für Geschütze und Wagen kam drei Stunden später zustande. Die Brücken hatten keine Geländer und wurden beim Übergang zum Teil unter die Wasseroberfläche gedrückt. Jede der Brücken stand auf 23 Böcken, die zwischen drei und neun Fuß hoch waren. Der Belag der großen Brücke für Artillerie bestand aus 15 bis 16 Zoll langen Knüppeln und der der Infanteriebrücke aus einer dreifachen Lage Bretter. Die Brücken waren mit Flachs und Heu abgedeckt. Mit ihrem zuvor verbrannten Pontonpark hätten die Franzosen mit 15 Pontons in maximal zwei Stunden eine Brücke bauen können.

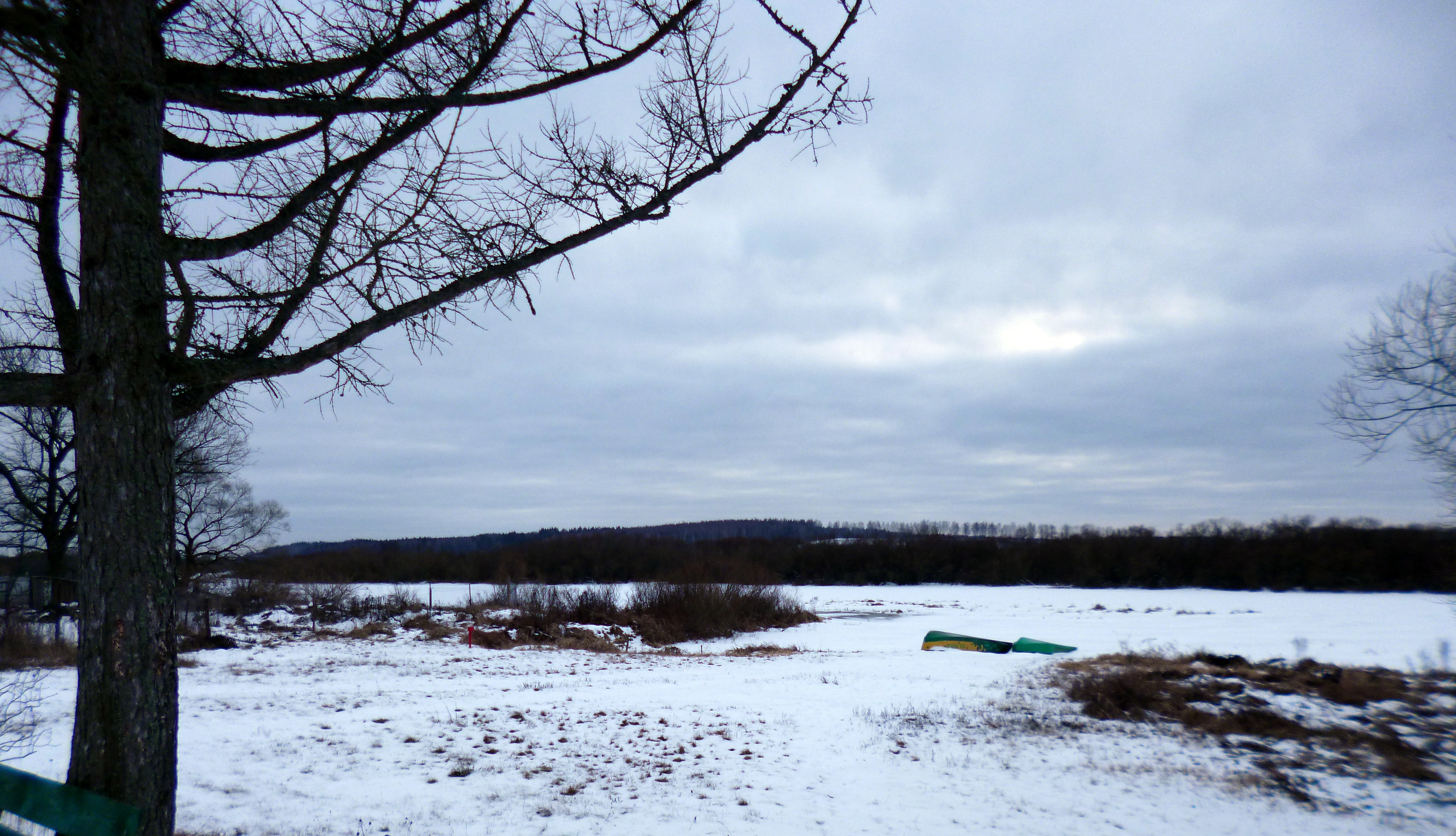
Die zugefrorene Beresina bei Studzionka

Zuerst ging die Artillerie Oudinots über die zweite Brücke, danach die der Garde. Tschitschagow, der noch immer bei Schabaschewitzi stand, schickte als Unterstützung den Generalmajor Rudsewitsch mit zwei Jägerregimentern, einem Husarenregiment und einer leichten Batterie Artillerie in den Raum Borissow, um von dort, wie er befahl, nach Umständen operieren zu können. Orurk hatte bei Ukoloda Patrouillen über den Fluss geschickt, die mehrere Gefangene machten. Der Kommandeur einer französischen Schwadron sagte aus, dass die Brücken bei Studjanka gebaut würden und vermutlich schon fertig wären. Orurk ließ den Gefangenen zu Tschitschagow bringen. Darauf befahl dieser Orurk, einen zuverlässigen Offizier über die Beresina zu schicken, der Kontakt mit irgendeiner zur Hauptarmee gehörenden Abteilung aufnehmen sollte. Der Kommandant dieser Abteilung sollte Kutusow informieren, dass Napoleon bei Studjanka die Beresina überqueren würde. Orurk beauftragte Major Chrapowizkij mit der Durchführung, der in der Nähe von Pogost auf eine Abteilung unter Graf Oscharowskij traf. Der bezweifelte den Wahrheitsgehalt der Meldung, schickte aber doch einen Kurier an Kutusow, der den Brief erst erhielt, nachdem die Armee Napoleons den Fluss überquert hatte.
Die neu formierte Vorhut Wittgensteins unter General Wlastow erreichte Schiskowo, Wittgenstein selbst mit seiner Hauptmacht Kostritza. Napoleons Truppen konzentrierten sich bei Studjanka auf beiden Seiten des Flusses.
Um acht Uhr abends brach die Brücke für Artillerie und Fuhrwerke und wurde anschließend in aller Eile instand gesetzt.

### 27. November

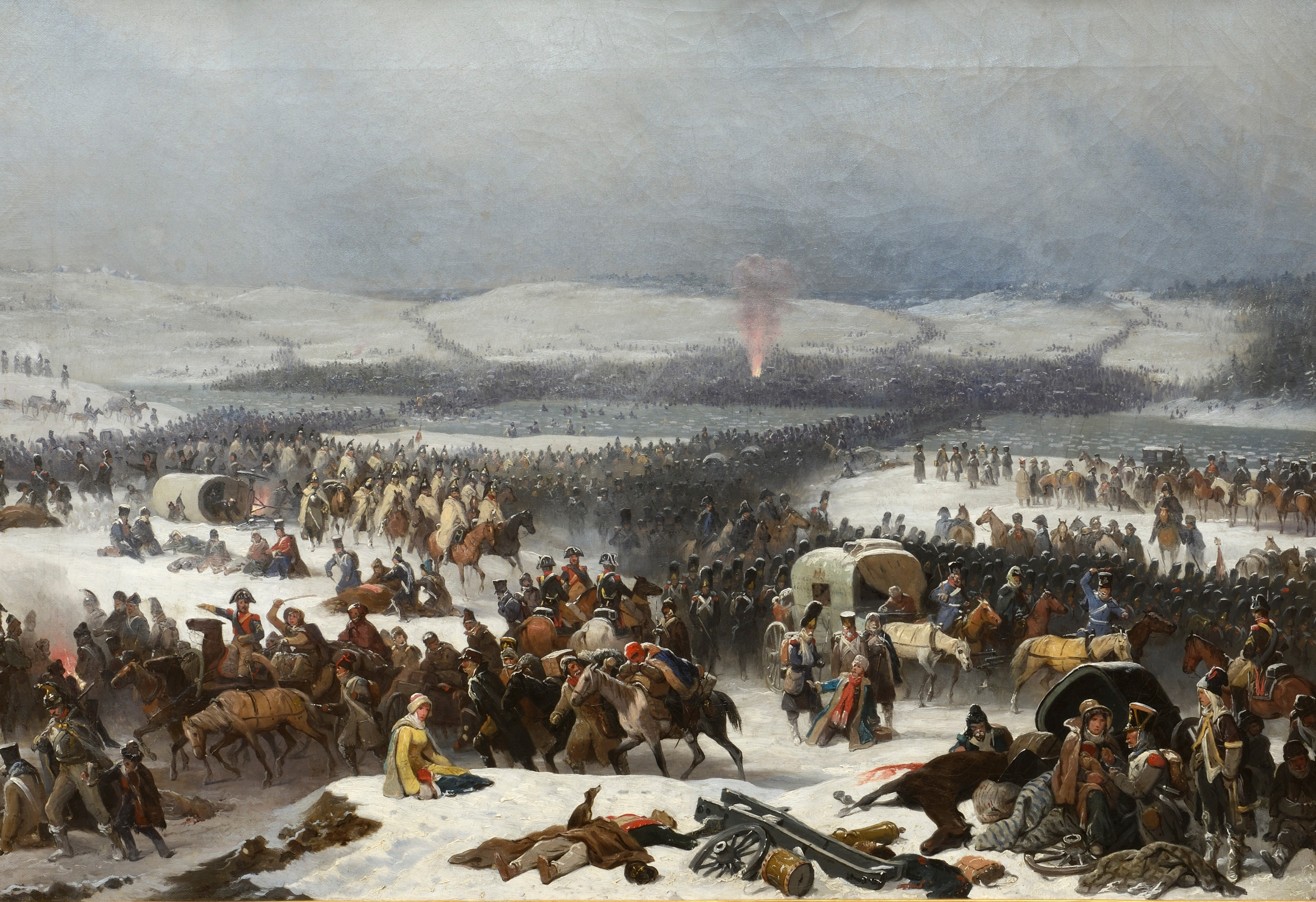
Der Übergang über die Beresina, von January Suchodolski

Um zwei Uhr morgens brach die Brücke erneut.
Napoleon selbst ging mit der Garde am 27. mittags über den Fluss. Der Abmarsch der Garde war ein Alarmzeichen für die Zurückgebliebenen. Solange Napoléon und die Garde bei ihnen waren, fühlten sie sich sicher, nun brach Panik aus. Jeder wollte so schnell wie möglich über die Brücken und viele bahnten sich rücksichtslos den Weg. Menschen wurden von Fuhrwerken überrollt und zerquetscht, andere von der in Panik geratenen Menge zertrampelt, darunter auch Frauen und Kinder. Hunderte wurden auf den Brücken ins Wasser gestoßen. Die Artilleriebrücke brach um 16:00 Uhr zum dritten Mal. Es entstand ein fürchterliches Gedränge durch nachfolgende Fuhrwerke, deren Führer von der Beschädigung der Brücke nichts gemerkt hatten. Menschen und Fuhrwerke stürzten von der Brücke in den Fluss. Tschitschagow hatte inzwischen seinen Fehler bemerkt und zog nach Norden.
Am 27. November versuchten russische Jäger, über die Reste der Brücke in Borissow einzudringen, wurden aber zurückgeworfen. In der Nacht verließ die Division Partouneaux Borissow und marschierte in Richtung Studjanka. Dabei kam sie vom Weg ab und stieß auf Truppen der Armee Wittgensteins. Nach kurzem Kampf musste sie kapitulieren. Nur die Nachhut der Division, die aus einem Bataillon bestand, konnte entkommen. Zum 9. Korps von Marschall Victor gehörten, neben der Division Partouneaux, die Division Daendels, bestehend aus badischer und bergischer Infanterie, die Division Girard, bestehend aus polnischer Infanterie sowie Kavallerie aus Baden, Hessen-Darmstadt, Sachsen und dem Großherzogtum Berg unter den Generalen Fournier und Delaitre. Das Korps war erst im August in Russland mit 25.000 Mann einmarschiert, weniger als ein Drittel der Soldaten war davon noch vorhanden. Die Kavallerie aus Sachsen und dem Großherzogtum Berg war der Division Partouneaux zugeteilt und ging mit ihr verloren.

### 28. November

Schlacht an der Beresina

Am 28. November um 8:00 Uhr griff Tschitschagow mit 26.000 Mann das 14.000 Mann starke Korps der Marschälle Oudinot und Michel Ney auf dem westlichen Ufer, im Wald von Stachow, an. Oudinot wurde verwundet und Ney übernahm das Kommando. Sein Korps bestand kaum noch aus Franzosen, meist waren es Polen, darunter die polnische Weichsellegion, 1300 Schweizer, die Reste von ehemals vier Regimentern, und einige Italiener. Sie deckten den Übergang über die Brücken während des ganzen Tages und schlugen die Angriffe der Russen zurück. Nachdem ihnen die Munition ausgegangen war, kämpften die Schweizer nur noch mit ihren Bajonetten – insgesamt führten sie an diesem Tag sieben Angriffe mit dem blanken Bajonett. Beide Seiten erlitten erhebliche Verluste, 1600 russische Soldaten gerieten in Gefangenschaft. Nach der Schlacht traten nur noch 300 Schweizer zum Appell an, ein Drittel davon verwundet.

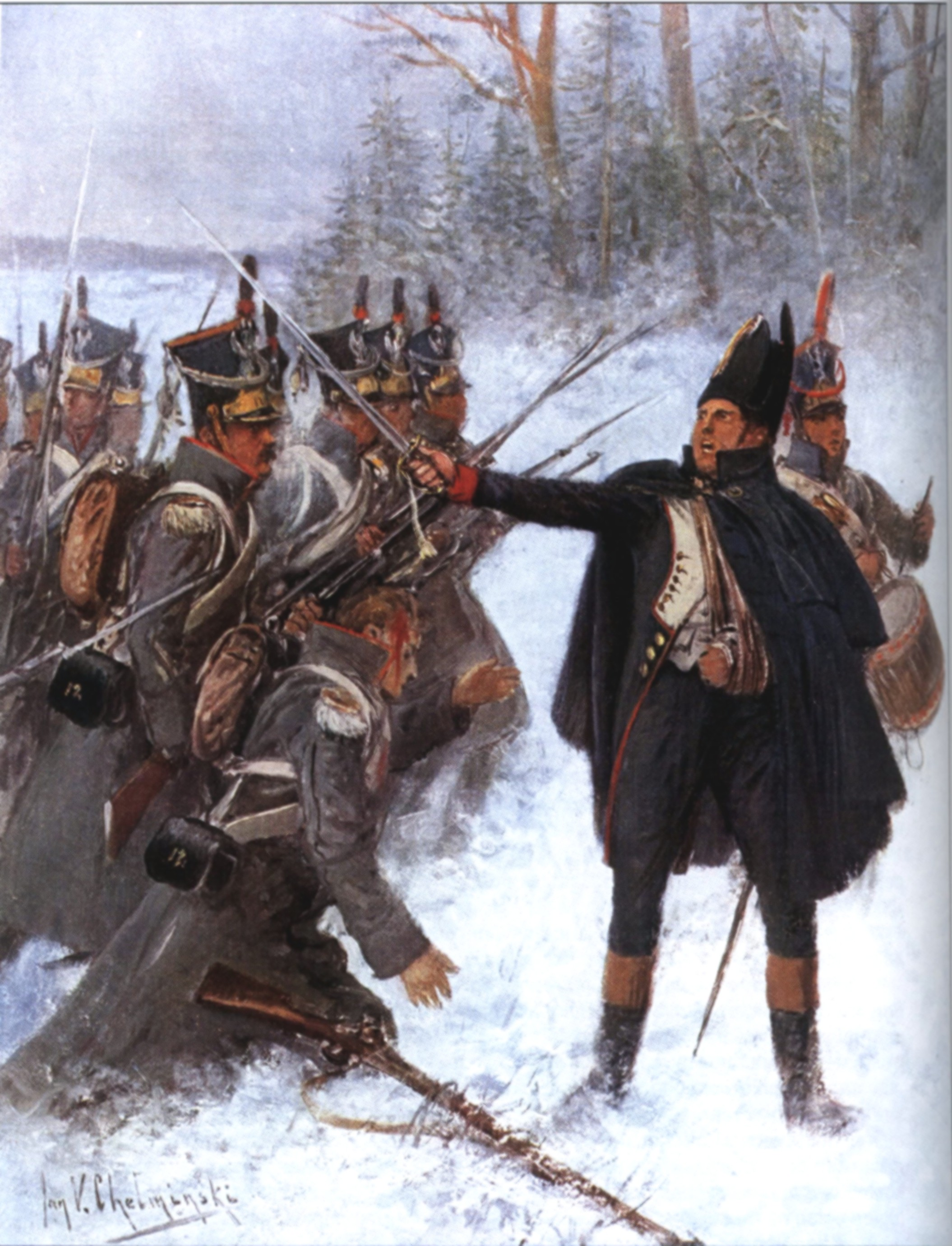
Soldaten des 12. polnischen Infanterieregiments (5. Korps) an der Beresina, von Jan Chełmińsk

Gegen 10:00 Uhr griff Wittgenstein mit seinen Truppen auf dem östlichen Ufer an. Er ließ die Brücken mit Kanonen und Haubitzen beschießen. Es brach erneut Chaos aus. Die Szenen vom Vortag wiederholten sich, diesmal unter Beschuss durch russische Artillerie. Marschall Victor behauptete sich zwar den ganzen Tag hindurch mit der Nachhut aus 4.500 Polen, Badenern, Hessen und Bergern gegen eine etwa fünfmal stärkere Macht, konnte jedoch die Beschießung der Brücken nicht verhindern. Gegen Mittag versuchten russische Truppen den linken Flügel Victors zu umgehen. General Fournier griff sie mit den Kavallerieregimentern aus Baden und Hessen an und verhinderte die Umgehung.
Am Abend ging Victor mit der Nachhut über den Fluss, nachdem ihm General Eblé durch die Pontoniere eine Art Laufgraben durch die an den Brücken aufgehäuften Leichname und zerbrochenen Wagen hatte machen lassen.

### 29. November
Die Reste seiner polnischen Regimenter blieben noch bis zum Morgen auf dem östlichen Ufer. Dort lag noch eine große Anzahl Verwundeter, Kranker und Erschöpfter, die, als Eblé um 8:30 Uhr beim Nahen der Russen die Brücke anzünden ließ, in den Flammen oder in den Fluten umkamen. In ihrer Panik versuchten einige die brennende Brücke zu überqueren, andere stürzten sich in den Fluss und versuchten so das westliche Ufer zu erreichen.

## Tschitschagow
Obwohl die Russen ohne Zweifel die Sieger der Schlacht an der Beresina waren, errangen sie doch nur einen Teilerfolg, denn das Ziel, Napoleons habhaft zu werden, wurde nicht erreicht. Zentrale tragische Figur in diesem Zusammenhang war der General Tschitschagow. Obwohl er bis zum 27. November vollkommen auf sich allein gestellt war, Wittgenstein nur zögerlich Victor verfolgte, Kutusow in Kopys stehen blieb und die Verstärkungen, die er schickte, viel zu spät eintrafen, wurde in der Folgezeit allein Tschitschagow für das Entkommen Napoleons verantwortlich gemacht. Kutusow, der außer in Borodino an keiner einzigen Schlacht persönlich beteiligt war, galt fortan als Retter Russlands. Tschitschagow wurde in den Ruhestand versetzt und verließ Russland. Der russische Fabeldichter Krylow schrieb anlässlich der Vorgänge an der Beresina die Fabel „Der Hecht und die Ratten“. Darin wird geschildert, wie die Ratten den Schwanz des Hechtes fressen. Mit dem Hecht ist Admiral Tschitschagow gemeint, die Ratten sind die Soldaten Napoleons. Generationen russischer Kinder lernten, dass Tschitschagow Napoleon entkommen ließ. Erst im 20. Jahrhundert wurde Tschitschagow in der Sowjetunion rehabilitiert. Man einigte sich darauf, dass die Schuld zu gleichen Teilen bei Tschitschagow, Kutusow und Wittgenstein gelegen habe.
In den Augen Alexanders I. war der Schuldige jedoch Kutusow. Er dankte am 24. Dezember dem englischen General Wilson, der während des Rückzuges der französischen Armee im Hauptquartier Kutusows war, für seine Briefe und erklärte: „Sie haben mir immer die Wahrheit berichtet, ohne Sie hätte ich kein Mittel gehabt, sie zu erfahren. Ich weiß, dass der Feldmarschall nichts von dem getan hat, was seine Pflicht gewesen wäre. … Alle seine Erfolge haben sich ihm aufgedrängt. Er hat einige seiner alten Türkenstreiche ausgeführt. Aber der Moskauer Adel stützt ihn und besteht darauf, dass er den ersten Platz im nationalen Ruhm dieses Krieges einnimmt. Ich bin also gezwungen, in einer halben Stunde den Sankt-Georgs-Orden Erster Klasse diesem Menschen zu überreichen. … Aber ich bitte Sie nicht, dieser Zeremonie beizuwohnen, das würde mich zu sehr erniedrigen. Indessen, ich habe keine andere Wahl, ich muss mich vor der Notwendigkeit beugen. Auf jeden Fall werde ich meine Armee nicht mehr verlassen, so dass also die schlechte Führung durch den Feldmarschall nicht mehr andauern wird.“

## Folgen

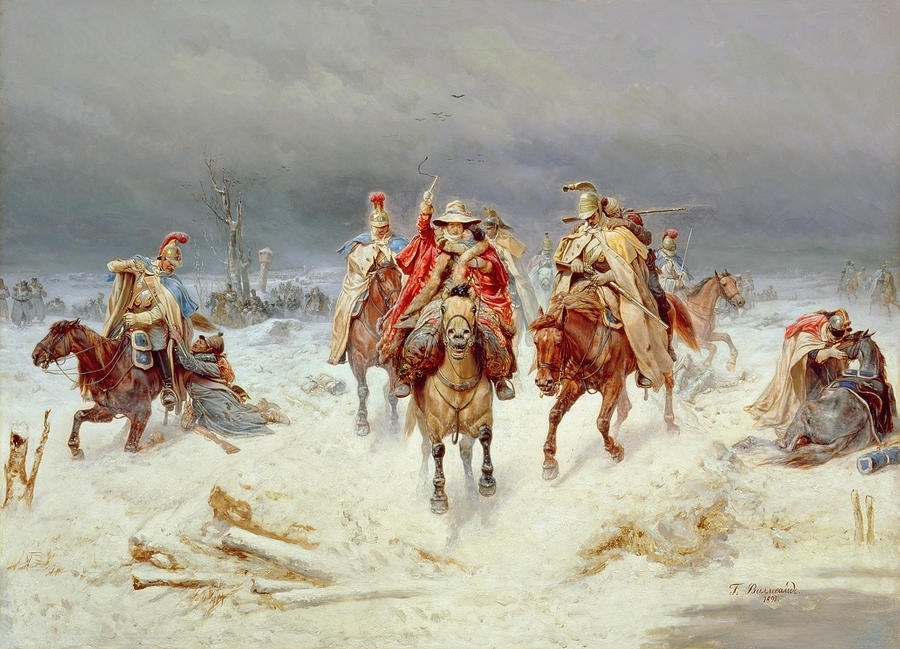
Überquerung der Beresina. Bogdan Willewalde, 1891

Von 70.000 Franzosen kamen kaum 40.000 an das jenseitige Ufer. Die restlichen Franzosen waren den Angriffen der Kosaken wehrlos ausgeliefert. Einige Frauen und Kinder, die noch am frühen Morgen auf der östlichen Seite waren, konnten noch gerettet werden. Viele Jahre später sah man noch die Trümmer von Waffen und sonstigem Gerät aller Art auf beiden Seiten der Beresina aus dem Schlamm ragen. Aus den Trümmern der Artilleriebrücke und ins Wasser gestürzter Fuhrwerke hatte sich eine Insel gebildet. Flussabwärts waren aus angeschwemmten Leichen und Schlamm drei kleine Hügel entstanden.
Mit dem Übergang gelang es Napoleon, den Kern seines Heeres zu retten, was ihm als militärisches Kunststück angerechnet wurde. Der Ausspruch: „Voilà comme on passe sous la barbe de l’ennemi!“ („So kommt man unter dem Bart des Feindes durch!“) wurde in diesem Zusammenhang zum geflügelten Wort.
Mit Mühe konnte Marschall Ney in Wilna 3.000 kampffähige Männer sammeln, um die weitere Flucht zu decken. Nur Fehler der russischen Heerführer verhinderten eine totale Katastrophe der Franzosen, namentlich der Mangel an Einheitlichkeit der Operationen Tschitschagows und Wittgensteins und die Zaghaftigkeit und Langsamkeit Kutusows. Bogdanowitsch schrieb dazu: „Man kann mit Gewissheit behaupten, dass Napoleon in diesem Fall seine Rettung einzig und allein dem Einfluss seiner früheren Siege verdankte, wodurch seine Gegner veranlasst wurden, mit der größten Vorsicht zu operieren, und sich dadurch die Gelegenheit, ihm eine vollständige Niederlage beizubringen, gänzlich entgehen ließen.“
Die Nachricht über das Desaster an der Beresina verbreitete sich schnell über Europa. In Paris drohte die Gefahr eines Putsches bereits, seitdem sich Napoleon auf dem Rückzug befand. Als Gerüchte aufkamen, dass der französische Kaiser tot sei, kam es am 24. Oktober zu einem Putschversuch. Nach dem Übergang über die Beresina verließ Napoleon am 5. Dezember in Wilna die Reste seiner Armee und kehrte nach Paris zurück, um seine Herrschaft und sein Reich zu retten. Das Kommando der Reste der Grande Armee ging an Marschall Murat. Napoleon erreichte am 18. Dezember Paris, während die französischen Kräfte an der Memel verblieben. Zwei Tage vor Napoleons Ankunft erschien ein Bulletin von ihm in der Zeitschrift Moniteur. Darin rechtfertigte Napoleon die Niederlage an der Beresina. Sie war demnach nicht auf die russische Armee zurückzuführen, sondern auf den russischen Winter. Der Artikel endete mit dem Satz: Die Gesundheit seiner Majestät war niemals besser. Da es Murat darum ging, seine Herrschaft in Neapel zu retten, verließ auch er Wilna, so dass die russische Armee auch Polen einnehmen konnte.

## Rezeption
Nach der Schlacht wurde die 1814 in Bessarabien gegründete Siedlung Beresina benannt, die mit deutschen Auswanderern in dem Landstrich entstand. Zar Alexander I. hatte in einem Manifest von 1813 deutsche Kolonisten ins Land gerufen, um die neu gewonnenen Steppengebiete, die er im Russisch-Türkischen Krieg den Türken abgerungen hatte, zu kultivieren.
Im Gefolge von Augenzeugenberichten wurde das deutsche Volkslied „Unser Leben gleicht der Reise eines Wandrers in der Nacht“ als das Beresinalied bekannt – zunächst in der Schweiz und bald danach im gesamten deutschen Sprachraum. Ein Offizier hatte es u. a. unmittelbar vor den Kämpfen am 28. November vor den Schweizer Soldaten gesungen, die im Laufe dieses Tages weitgehend aufgerieben wurden.
Honoré de Balzac thematisierte die Schlacht an der Beresina in seiner Kurzgeschichte „Adieu“ („Lebewohl“).
Begriffe wie „Brücke über die Beresina“ und „Übergang über die Beresina“ wurden in der Folge auch im übertragenen Sinne populäre Redewendungen. Theodor Fontane griff sie z. B. später auf in seinem Gedicht: „Man hat es oder hat es nicht“. Noch die Geschwister Scholl erwähnten die Schlacht in ihrem letzten Flugblatt als Synonym für eine Katastrophe und stellten sie in eine Reihe mit der von Stalingrad.